# 石田智子
石田 智子（いしだ ともこ、1977年5月12日 - ）は、日本の元陸上競技選手。専門は短距離走。埼玉県新座市出身。新座市立第六中学校、埼玉県立伊奈学園総合高等学校、埼玉大学教育学部卒業。長谷川体育施設所属。4×100mリレーの元日本記録保持者。
石田は地元の国立大学である埼玉大学の出身である。強豪選手が有力私大に集中する状況の中で、石田の存在は、群馬大学出身の磯貝美奈子や島根大学出身の荒井悦加らと並ぶ稀有な存在であるといえる。2012年10月の国体をもって23年間の競技生活に終止符を打った。

## 経歴
- 1998年、バンコクアジア大会で4×100mリレーに出場し5位入賞を果たす。
- この間に甲状腺障害による休養を余儀なくされる。
- 2002年、プサンアジア大会で4×100mリレーに出場し4位入賞を果たす。
- 2003年世界選手権に出場。
- 2005年、日本選手権100mで初優勝。世界選手権に出場。
- 2007年世界選手権代表に選出される。

## 記録
- 100m － 11秒45 (2004年6月5日、日本歴代10位タイ)
- 4×100mリレー － 43秒67 (2008年5月24日、石田・信岡・福島・高橋)オリンピックプレミート北京（中国）

## 主な戦績
| 年   | 大会             | 場所       | 種目    | 結果 | 記録            | 備考   |
| ---- | ---------------- | ---------- | ------- | ---- | --------------- | ------ |
| 1998 | アジア競技大会   | バンコク   | 4x100mR | 5位  | 44秒80 （1走）  |        |
| 2001 | 東アジア競技大会 | 大阪       | 100m    | 9位  | 13秒01 （+1.1） |        |
| 2001 | 東アジア競技大会 | 大阪       | 4x100mR | 2位  | 44秒24 （2走）  |        |
| 2002 | アジア競技大会   | 釜山       | 4x100mR | 4位  | 44秒59 （1走）  |        |
| 2003 | 世界選手権       | パリ       | 4x100mR | 予選 | 44秒57 （1走）  | 3組4着 |
| 2003 | アジア選手権     | マニラ     | 100m    | 7位  | 11秒94 （-0.2） |        |
| 2003 | アジア選手権     | マニラ     | 4x100mR | 2位  | 44秒56 （4走）  |        |
| 2005 | 世界選手権       | ヘルシンキ | 4x100mR | 予選 | 44秒52 （1走）  | 3組5着 |
| 2005 | アジア選手権     | 仁川       | 100m    | 5位  | 11秒85 （+0.3） |        |
| 2005 | アジア選手権     | 仁川       | 4x100mR | 3位  | 44秒85 （1走）  |        |
| 2006 | アジア競技大会   | カタール   | 4x100mR | 2位  | 44秒87 （1走）  |        |
| 2007 | アジア選手権     | アンマン   | 100m    | 5位  | 11秒69 （+3.1） |        |
| 2007 | アジア選手権     | アンマン   | 4x100mR | 2位  | 45秒06 （1走）  |        |